# Anthelephila malaccanus
Anthelephila malaccanus es una especie de coleóptero de la familia Anthicidae.

## Distribución geográfica
Habita en Malaca (Malasia).